# 1283
سنة 1283 كانت سنة بسيطة تبدأ يوم الجمعة (الرابط يظهر نموذج التقويم الكامل للسنة) من التقويم اليولياني.

## أحداث
- تأسيس مدينة كونين وتقع حاليا في بولندا.

## مواليد
- أبو ثابت عامر
- خوان رويز شاعر إسباني
- يوشيدا كينكو

## وفيات
- أبو إسحاق إبراهيم بن يحيى.
- أبو عبد الله بن زكريا القزويني.
- ابن أبي الشكر.
- سراج الدين الأرموي.
- عطاء ملك الجويني.
- محيى الدين المغربي.
- يغمراسن بن زيان.